# Il campanello
Il campanello o Il campanello di notte (La campana nocturna) es un melodrama jocoso, u ópera, en un acto de Gaetano Donizetti.  El compositor escribió el libreto en italiano siguiendo el vodevil francés La sonnette de nuit, de Mathieu-Barthélemy Troin Brunswick y Victor Lhérie.  Se estrenó el 1 de junio de 1836.

## Historia de las representaciones
La ópera fue presentada en italiano en el Teatro Lyceum en Londres el 6 de junio de 1836 y en inglés el 9 de marzo de 1841. También se representó en inglés en 1870. Se estrenó en italiano en los Estados Unidos en Philadelphia el 25 de octubre de 1861; esta producción fue a Nueva York tres días después. Una traducción al inglés se vio en esa ciudad el 7 de mayo de 1917.
Esta ópera rara vez se representa en la actualidad; en las estadísticas de Operabase aparece con sólo 5 representaciones en el período 2005-2010.

## Personajes
| Personaje                                              | Tesitura     | Elenco del estreno, 1 de junio de 1836 (Director: - ) |
| ------------------------------------------------------ | ------------ | ----------------------------------------------------- |
| Serafina, una joven novia                              | soprano      | Amalia Schütz                                         |
| Don Annibale di Pistacchio, un farmacéutico, su esposo | bajo         | Raffaele Casaccia                                     |
| Spiridione, sirviente de Don Annibale                  | tenor        |                                                       |
| Madama Rosa, tía de Serafina                           | mezzosoprano |                                                       |
| Enrico, primo de Serafina                              | barítono     | Giorgio Ronconi                                       |

## Argumento
Tiempo: Principios del siglo XIX
Lugar: Nápoles
Don Annibale Pistacchio, un viejo farmacéutico, se acaba de casar con la joven Serafina. Enrico, anterior amante de Serafina, constantemente interrumpe la noche de bodas mostrándose con diversos disfraces y llamando a Pistacchio a su farmacia llamando a la campana nocturna, pidiendo al desafortunado novio una serie de recetas disparatadas.

## Grabaciones
- 1946: Simonetto/Scarangella/Truccato Pace/Mercuriali/Capecchi/Bruscantini, en vivo en Turín(Cetra)
- 1963: Gracis/Bruno de Sanctis/Rafanelli/Guggia/Rinaldi/Mariotti. (Deutsche Grammophon)
- 1979: Amaducci/Devia/Casoni/Gaifa/Nucci/Taddei, en vivo en Bregenz (HRE)
- 1983: Bertini/Baltsa/Casoni/Gaifa/Romero/Dara, (CBS)
- 1995: Carminati/Taliento/de Mola/Casalin/Nucci/Dara, en vivo en Turín (Ricordi)
- 1996: Larkin/Bender/Kokolus/Powell/Sims/Hepler, 1996, en vivo en Nueva York (Newport)